# Камышеваха (Большелогское сельское поселение)
Камышева́ха — хутор в Аксайском районе Ростовской области.
Входит в состав Большелогского сельского поселения.

## Население
| 1989 | 2002 | 2010 |
| ---- | ---- | ---- |
| 67   | ↗341 | ↗669 |

## Улицы
| - ул. Аксайская, - ул. Аметистовая, - ул. Гранитная - пер. Доломатовый, - ул. Донская, - ул. Дудинская, - ул. Енисейская, - ул. Лазуритовая, | - ул. Малахитовая, - ул. Норильская, - ул. Озёрная, - ул. Рубиновая, - ул. Таймырская, - ул. Фианитовая, - ул. Центральная, - ул. Юности. |